# Mimosa andina
Mimosa andina är en ärtväxtart som beskrevs av George Bentham. Mimosa andina ingår i släktet mimosor, och familjen ärtväxter. IUCN kategoriserar arten globalt som sårbar. Inga underarter finns listade i Catalogue of Life.